# Soneto con estrambote
El estrambote (del italiano strambotto) es un verso o serie de versos que se añaden al final de un poema de estructura fija, como el soneto. Un ejemplo de soneto con estrambote es "Al túmulo del rey Felipe II de España en Sevilla", de Miguel de Cervantes; a los catorce versos de que consta el soneto se añaden tres más, que constituyen el estrambote, dedicado a un monumento a Felipe II que se erigió en Sevilla.
El soneto con estrambote persigue casi siempre una finalidad humorística; es de notar que del sustantivo estrambote deriva el adjetivo estrambótico, que significa, según la Real Academia Española, "extravagante, irregular y sin orden".

## Ejemplo
AL TÚMULO DEL REY FELIPE II EN SEVILLA (Miguel de CERVANTES)
¡Voto a Dios que me espanta esta grandeza

y que diera un doblón por describilla!,

porque ¿a quién no sorprende y maravilla

esta máquina insigne, esta riqueza?

¡Por Jesucristo vivo, cada pieza

vale más de un millón, y que es mancilla

que esto no dure un siglo!, ¡oh gran Sevilla,

Roma triunfante en ánimo y nobleza!

Apostaré que el ánima del muerto

por gozar este sitio hoy ha dejado

la gloria, donde vive eternamente.

Esto oyó un valentón y dijo: "Es cierto

cuanto dice voacé, señor soldado,

Y el que dijere lo contrario, miente."

Y luego, incontinente,

caló el chapeo, requirió la espada

miró al soslayo, fuese y no hubo nada.